# 近在咫尺
《近在咫尺》是一部台湾愛情運動電影，於2009年11月開始拍攝，於2010年2月殺青。在2010年8月13日，港台同步上映。

## 劇情簡介
拳擊社要收掉了！學校要增加停車空間，目標把佔地頗大的倉庫拆掉，不幸的是，數年來沒有好戰績、社員人數每況愈下的拳擊社用的正是那個地方！
大杰是拳擊社主將，功夫沒兩下、嘴皮第一流，老是圍著一堆女生聽他的豐功戰績，他只想為他臥病在床的爺爺打贏一場比賽，但事實上，他一場正式的比賽也沒贏過，唯一厲害的是，他每場總能撐到最後一秒不被KO…小葵是拳擊社經理，拳擊社教練正是她老爸，倒社的第一個問題就是老爸要失業，第二個問題是…咳，她心儀的大杰就無法完成願望！所以她想方設法不讓拳擊社倒掉…
同一個校園裡，獨來獨往的數學系學生阿翔，某一天在地鐵站意外發現自己有著以一擋十而且是以拳擊攻防為主的身手，問題是…他不記得自己有學過拳擊！這個畫面剛好被姍姍發現…
從北京來的天才小提琴學生遲姍姍一開始在學校都交不到什麼朋友，孤單的她在地鐵看到阿翔很開心，因為在北京時她就是大學拳擊隊明星拳擊手阿翔的粉絲，可是她怎麼也不明白，阿翔不但矢口否認而且很生氣…
小玲是小葵的姐姐，老爹從小讓她學小提琴，沒想到小玲拉的一點也不快樂，當姍姍出現後，小玲更是明白自己永遠無法像姍姍那樣出類拔萃。她想找一個出口，她很疼愛小葵，只是她都默默的做，這讓小葵總是誤會她…
大杰拳擊社第一主將的地位被加入後人氣愈來愈旺的阿翔取代，他開始不喜歡阿翔，但是阿翔卻無私的一直想將自己漸漸恢復的拳擊技巧教大杰，讓大杰十分矛盾…姍姍記得所有阿翔喜好的細節，她鼓勵阿翔重回拳擊擂台，卻意外的發現阿翔其實不能再打了，可是阿翔卻有著不得不打的一戰！…在記憶的深處，阿翔消失的只有拳擊的身手還是有更多的祕密？
校園裡，五個年青人，拳擊場上的奮戰不懈，愛情、友情與兄弟情誼，交織出一個近在咫尺的浪漫故事。

## 角色介紹

### 主要演員
- 趙大杰　- 彭于晏 飾
- 陳家翔　- 明道 飾
- 丁曉葵　- 郭采潔 飾
- 遲珊珊　- 苑新雨 飾
- 丁曉玲　- 楊子姍 飾

### 其他演員
- 拳擊社教練（小葵、小玲的爸爸） - 羅北安 飾
- 遲駿彥 - 譚俊彥 飾
- 醫生 - 王喜 飾
- 小鬼 - 楊銘威 飾
- 大虎 - 谷德剛 飾
- 拳擊裁判 - 丁晧峯 飾
- 杰爺爺判 - 王玨 飾
- 評委 - 阿信 飾
- 拳擊社員 - 蔡力允 飾
- 酒吧侍者 - 鄭有傑 飾
- 蔣少國 - 郭志樹 飾

### 製作團隊
- 動作導演:鄔汝彬
- 動作指導:李文正 張崇玹

## 拍攝取景
該片於台中市多處拍攝，包括：勤美誠品、東海大學、台中林新醫院等等。臺中市政府也給予該片200萬元輔導金及拍攝支援。

## 相關連結
- 近在咫尺 官方部落格 （页面存档备份，存于）
- 近在咫尺的Facebook專頁
- Yahoo奇摩電影上《近在咫尺》的資料（繁體中文）

- MSN娛樂上《近在咫尺》的資料（繁體中文）

- 開眼電影網上《近在咫尺》的資料（繁體中文）
- 豆瓣电影上《近在咫尺》的資料 （简体中文）
- 时光网上《近在咫尺》的資料（简体中文）
- 香港影庫上《近在咫尺》的資料（繁體中文）
- 互联网电影数据库（IMDb）上《近在咫尺》的资料（英文）